# Alain Lesieutre

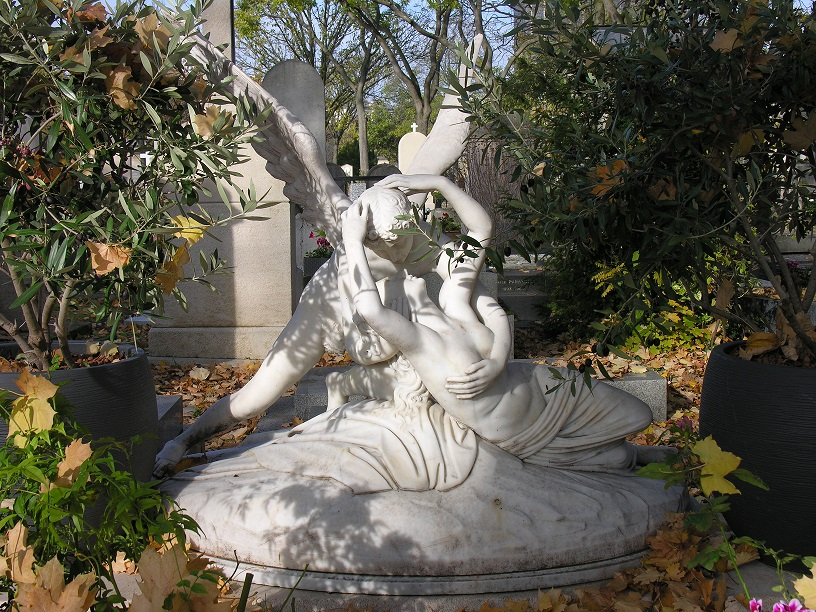
Vue de la sépulture.

Alain Lesieutre, né le 8 mars 1931 à Sainte-Adresse en Seine-Maritime et mort le 5 décembre 2001 à Neuilly-sur-Seine (Hauts-de-Seine), est un antiquaire à Paris et collectionneur, spécialisé dans l'Art nouveau et l'Art déco.

## Biographie

### Jeunesse
Alain Lesieutre naît en 1931 à Sainte-Adresse, de Claire Folcher et Georges-Edouard Lesieutre, capitaine au long cours, lui-même fils de Georges-Edouard Lesieutre, cousin germain de Maurice Lesieutre.

### Vie professionnelle
Après des débuts professionnels disparates (marin, acteur, modèle de romans photos, représentant en aspirateurs), Alain Lesieutre devient marchand d'art en autodidacte dans les années 1960, aidé par le frère  de Peter Wilson (en), dirigeant de Sotheby's dans les années 1970.
En 1968, il s'installe rue de Tournon, à l'angle de la rue Saint-Sulpice, avec les Blondel, faisant principalement commerce de bronzes et verrerie. Il habite à l'époque rue de Varenne. Après le départ des Blondel pour le quartier des Halles, Alain Lesieutre élargit son activité aux tableaux et meubles et devient une des grandes figures marchandes parisiennes de l'Art déco puis de l'Art nouveau, à l'instar de Michel Périnet, Félix Marcilhac, Yvette Baran rue Bonaparte, Robert et Cheska Vallois, et plus tard Yves Gastou. Parmi les artistes qu'il a contribué à faire émerger, on trouve  Rembrandt Bugatti, sculpteur animalier et Jean-Michel Frank. À l'international, il fournit en particulier Andrzej Ciechanowiecki et Ferdinand Neess. Bien qu'incontournable dans les années 1980, Alain Lesieutre fait figure d'outsider dans le milieu, eu égard à ses origines et son style flamboyant. Néanmoins, sa clairvoyance de collectionneur et sa perspicacité concernant les marchés lui permettent de se hisser aux sommets du métier en anticipant et profitant au mieux de la bulle spéculative des années 1986-1987. De premières difficultés pour régularisation fiscale surgissent en 1989, poussant Alain Lesieutre à vendre une grande partie de sa collection. Le montant total de la vente (60 MF) bat les record jamais atteints à l'époque pour une collection Art déco. L'éclatement de la bulle, alors qu'il vient de contracter un prêt de plusieurs dizaines de millions de francs auprès d'une filiale du Crédit agricole, provoque une liquidation judiciaire avec vente forcée de ses stocks en 1992. La vente ayant été boycottée par la profession, les enchères extrêmement basses ne permettent pas de résoudre les problèmes financiers d'Alain Lesieutre et le poussent à changer de secteur commercial.

### Fin de vie et mort
Alain Lesieutre meurt en 2001 d'une « fin tragique pour des raisons qui ne sont pas liées au marché de l'art ». Après la mort de sa veuve en 2016, les restes de sa collection ont été vendus, parmi lesquels des sculptures de Rembrandt Bugatti, Gustave Miklos et Jules Dalou, et des toiles de Foujita et Maurice Denis.

### Vie privée
Alain Lesieutre a épousé Ginette Kirsz (~1932-2016), avec laquelle il a eu deux filles. Leur tombe, au cimetière du Montparnasse, est surmonté d'une copie du Baiser de l'amour, dont l'original peut être admiré au Louvre. Un mouvement de caméra la fait fugitivement apparaître au premier épisode de la saison 4 du Bureau des Légendes.